# 花田町 (名古屋市)
花田町（はなだちょう）は、愛知県名古屋市千種区の地名。現行行政地名は花田町1丁目及び花田町3丁目。住居表示未実施。

## 地理
名古屋市千種区南西端部に位置する。西は中区、南は昭和区に接する。

## 歴史

### 地名の由来
千種町の字山ノ花および九反田の名称に由来するという。

### 沿革
- 1931年（昭和6年）4月1日 - 東区千種町の一部により、同区花田町として成立[1]。
- 1937年（昭和12年）10月1日 - 行政区の変更に伴い、千種区花田町となる[1]。
- 1979年（昭和54年）5月5日 - 一部が吹上一丁目および同二丁目に編入される[8]。

## 人口

### 人口の変遷
国勢調査による人口の推移
| 1950年（昭和25年） | 542人 | [ 9 ]  |  |
| 1955年（昭和30年） | 550人 | [ 9 ]  |  |
| 1960年（昭和35年） | 514人 | [ 10 ] |  |
| 1965年（昭和40年） | 602人 | [ 10 ] |  |
| 1970年（昭和45年） | 527人 | [ 11 ] |  |
| 1975年（昭和50年） | 396人 | [ 11 ] |  |
| 1980年（昭和55年） | 0人   | [ 12 ] |  |
| 1985年（昭和60年） | 0人   | [ 12 ] |  |
| 1990年（平成2年）  | 36人  | [ 13 ] |  |
| 1995年（平成7年）  | 0人   | [ 14 ] |  |
| 2000年（平成12年） | 0人   | [ 15 ] |  |
| 2005年（平成17年） | 0人   | [ 16 ] |  |
| 2010年（平成22年） | 39人  | [ 17 ] |  |

## 学区
市立小・中学校に通う場合、学校等は以下の通りとなる。また、公立高等学校に通う場合の学区は以下の通りとなる。
| 番・番地等 | 小学校               | 中学校               | 高等学校 |
| ---------- | -------------------- | -------------------- | -------- |
| 全域       | 名古屋市立千石小学校 | 名古屋市立今池中学校 | 尾張学区 |

## 施設
- 名古屋大学医学部研究棟[6]
- 名古屋工業大学国際交流館[7]

## その他

### 日本郵便
- 郵便番号 : 464-0857[3]（集配局：千種郵便局[20]）。